# Talciona
Talciona (già Talcione) è una località del comune italiano di Poggibonsi, nella provincia di Siena, in Toscana.

## Geografia fisica
Talciona è situata in un'area agricola a 238 m d'altitudine, a est del centro di Poggibonsi, raggiungibile con una deviazione dalla strada provinciale 103 di Castagnoli che collega Poggibonsi a Castellina in Chianti. La località è compresa tra i corsi d'acqua del fosso Bacio (5 km), che lo divide dal borgo di Luco, e del fosso di Talciona (2 km).

Il borgo dista 5 km dal capoluogo comunale e circa 30 km da Siena.

## Storia
Il borgo di Talciona è documentato nel 998 tra i possedimenti che il marchese Ugo II di Toscana cedeva all'abbazia di Marturi da lui fondata. Fin dall'XI secolo fu sede di un castello, prima compreso nel contado senese e successivamente in quello fiorentino, ricordato in un atto di donazione del 1089, mentre nel 1104 vi risultava rogato un lodo di demarcazione tra Firenze e Siena. Nel XII secolo vi ebbero signoria i conti Guidi, come rammentato ina una sottoscrizione di beni del 1156 tra il conte Guido Guerra II e l'abate di Marturi, e il borgo divenne sede di una comunità di canonici. Il 26 febbraio 1233 il priore di Talciona venne nominato delegato papale.
Dopo la fondazione del castello di Poggiobonizzio, una parte del popolo di Talciona venne obbligato a risiedervi e dal 18 giugno 1188 il priore di Talciona ottenne la facoltà di officiare per il suo popolo. Il popolo di Talciona si sottomise al proposto di Martùri l'8 giugno 1203.
Nel 1833 il borgo di Talciona contava 152 abitanti.

## Monumenti e luoghi d'interesse
L'edificio di maggiore interesse della frazione è l'antica chiesa di Santa Maria, già attestata nell'XI secolo, il cui edificio, ad aula rettangolare coperta a tetto e conclusa da un'abside, è databile intorno al XIII secolo. Sull'architrave della porta si trova una scultura raffigurante l'Adorazione dei Magi datata 1234, mentre all'interno è conservato un tabernacolo in terracotta invetriata policroma attribuito a Giovanni e Andrea della Robbia. La parrocchia di Talciona si estende su un territorio di 280 abitanti.